# Marathon Poitiers-Futuroscope

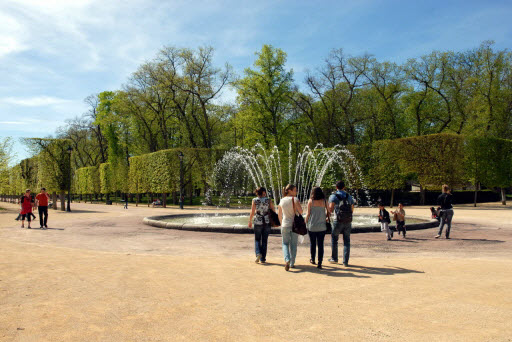
Le parc de Blossac, départ des courses

Le palais des congrès du Futuroscope, arrivée du marathon

Le Marathon Poitiers-Futuroscope est un marathon reliant chaque année Poitiers au Futuroscope en mai depuis 2004. Il réunit aux alentours de 1 000 personnes sur le marathon et 1 200 pour le semi-marathon. Le marathon est labellisé national FFA et le semi-marathon est labellisé régional FFA.

## Historique
Au départ appelé Marathon Futuroscope-Haut Poitou, il prend son nom actuel en 2009.
L'épreuve ayant une distance inférieure au marathon prend successivement 18 km, 20 km pour terminer en 2013 en semi-marathon.

## Présentation
Le tracé a fait partir les marathoniens de la place du Maréchal-Leclerc, puis passer par le parc de Blossac, traverser le viaduc Léon-Blum, un passage devant le gare de Poitiers, la porte de Paris, les bords du Clain, traverser Buxerolles, Chasseneuil-du-Poitou aller jusqu'au château de Dissay puis revenir par Jaunay-Clan et terminer au palais des congrès du Futuroscope.
Les précédents parcours jusqu'en 2015 partaient du parc de Blossac, longeaient le Clain, allaient jusqu'au parc de loisirs de Saint-Cyr, pour ensuite revenir à Chasseneuil-du-Poitou et terminer au palais des congrès du Futuroscope. Le semi-marathon empruntait le même tracé et commençait à la même heure mais n'allait pas jusqu'à Saint-Cyr.
Il existe aussi les variantes 5 et 10km au départ et à l'arrivée à Blossac. Un marathon des collégiens est proposé.

### Palmarès
Hommes 
- 2016 :  Felix Kiprotich Kirui 2 h 16 min 37 s
- 2015 :  Bechere Tura Kumbi 2 h 20 min 51 s
- 2014 :  Tura kumbi Becheré 2 h 15 min 08 s
- 2013 :  Asfaw tewordros zendu 2 h 17 min 00 s
- 2012 :  Breton Franck 2 h 35 min 36 s
- 2011 :  Ngeny John 2 h 21 min 19 s
- 2010 :  Balha Sadik 2 h 26 min 22 s

Femmes
- 2016 :  Tsehay Alemu Maru 2 h 46 min 12 s
- 2015 :  Mercyline Jeronoh 2 h 46 min 41 s
- 2014 :  Chemutai Immaculat 2 h 42 min 57 s
- 2013 :  Mercy Chemutai 2 h 44 min 42 s
- 2012 :  Masson Natacha 3 h 29 min 45 s
- 2011 :  Chemutai Immaculat 2 h 50 min 56 s
- 2010 :  Fedosseva Maria 2 h 53 min 24 s